# إركالا

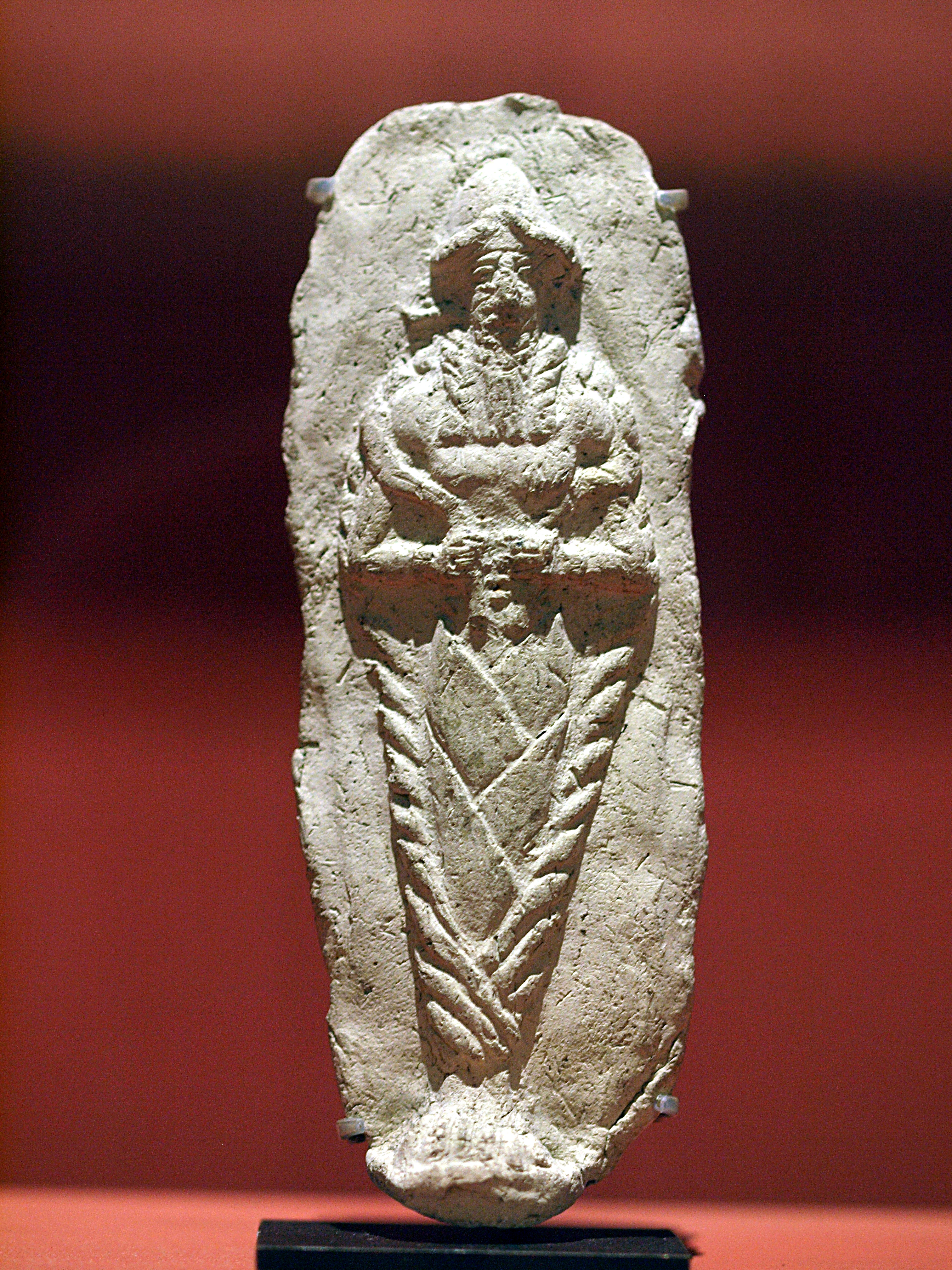
إركالا العالم السفلي

إركالا، إركاليا بالأكدية، كور بالسومرية إرسيتو بالأكدية هي العالم سفلي التي لا عودة منه. كانت تسمى أيضاً أرض اللاعودة، كورنوجيا بالسومرية و إيرست لا تاري بالأكادية. كور تحكمها الآلهة ارشكيجال وقرينها، إله الموت نيرغال.
إركالا كانت في الأصل اسم آخر لإيريشكيغال، الذي يحكم العالم السفلي وحده حتى تم إرسال نيرغال إلى العالم السفلي وإغواء إيريشكيغال (في الأساطير البابلية). كل من الإله والموقع كانا يسمان إركالا، يشبه إلى حد كبير كيف أن هاديس في الأساطير اليونانية هو أسم كل من العالم السفلي و الإله الذي يحكمها.
كان العالم السفلي السومري مكانًا لجثث الموتى بعد الموت. من يمّر من خلال البوابات السبعة في رحلته عبر البوابة إلى العالم السفلي يترك قطعة من ملابسه ومن الزينة عند كل بوابة، وليس بالضرورة بالاختيار حيث كان هناك وصيًا عند كل بوابة لأستخراج عتبة مرور واحدة وللمحافظة على عدم مرور أحدهم بالطريق الخطأ. الأرواح الحية من الموتى فقط تتحدث في أتصال مع هذا العالم السفلي عندما يوضع شخص هنا قبل موته أو قتله خطأ ويمكن أنقاذها. تتحلل جثث الموتى في هذه الآخرة، كما يحدث في العالم أعلاه. 
كوجهة تحت الأرض لجميع الذين يموتون, إركالا تشبه الهاوية من الكتاب المقدس العبري أو هاديس في الأساطير الكلاسيكية اليونانية. وهو يختلف عن الإصدارات الأكثر آمالاً من الآخرة، مثل تلك التي تصورها المصريون المعاصرون وفي وقت لاحق في الفلسفة الأفلاطونية واليهودية والمسيحية. ومع ذلك، تختلف إركالا عن تارتاروس اليوناني والمنظور المسيحي من الجحيم. لم يكن هناك أي عقاب أو مكافأة، ينظر إليها على أنها نسخة أكثر كآبة من الحياة أعلاها، وينظر إلى إيريشكيغال على حد سواء كحارس وصديق للموت بدلاً من حاكم شرير مثل الشيطان أو آلهة الموت في الأديان الأخرى.
لدى العالم السفلي أسماء مختلفة، بعضها استُخدم للأرض وسطح الأرض أيضًا. الأسماء السومرية هي: آ.را, آرالي, بور, غانزير, إيديم, كي, كير5, كيشي, كوكّو (الظلام), كور, كور.جي, كورجي / كورنوجيا (أرض اللاعودة)، لام / لاما, لامو, أوراش2, أوروغال / إيرغال (القبر / المدينة العظيمة), زي.
الأسماء الأكادية هي: أمّاتو, آرالّي / أرالّو, بيت ددوموزي (بيت تموز),دانّينو, إيرشتو, إيرشيتو لا تاري (أرض اللاعودة)، غانزر / كانيسورّا, هاشتو, إركالا, كيورو, كوكّو (الظلام)، كورنوغو (أرض اللاعودة)، لامّو, ماتو شابليتو, قاقّارو.